# قرار مجلس الأمن التابع للأمم المتحدة رقم 2254
قرار مجلس الأمن التابع للأمم المتحدة رقم 2254، المتخذ بالإجماع في 18 ديسمبر 2015، والمتعلق بوقف إطلاق النار والتوصل إلى تسوية سياسية للوضع في سوريا.

## القرار
يطالب القرار جميع الأطراف التوقف فوراً عن شن أي هجمات ضد أهداف مدنية، ويحث القرار جميع الدول الأعضاء إلى دعم الجهود المبذولة لتحقيق وقف إطلاق النار ويطلب من الأمم المتحدة أن تجمع بين الطرفين للدخول في مفاوضات رسمية في أوائل يناير 2016.
يتم استثناء مجموعات تعتبر "إرهابية"، بما في ذلك تنظيم الدولة الإسلامية وجبهة النصرة. وسوف تستمر الأعمال الهجومية والدفاعية ضد هذه المجموعات. سيتم إنشاء آلية لمراقبة وقف إطلاق النار.
ستجرى انتخابات حرة ونزيهة تحت إشراف الأمم المتحدة، في غضون 18 شهراً. وسيتم التحول السياسي بقيادة سورية.

## نص القرار
إن مجلس الأمن، إذ يشير إلى قراراته 2042 (2012) و2043 (2012) و2118 (2013) و2139 (2014) و2165 (2014) و 2170 (2014) و2175 (2014) و2178 (2014) و2191 (2014) و2199 (2015) و2235 (2015) و2249 (2015) والبيانات الرئاسية المؤرخة 3 آب/أغسطس 2011 (S/PRST/2011/16) و21 آذار/مارس 2012 (S/PRST/2012/6) و5 نيسان/أبريل 2012 (S/PRST/2012/10) و2 تشرين الأول/أكتوبر 2013 (S/PRST/2013/15) و24 نيسان/أبريل 2015 (S/PRST/2015/10) و17 آب/أغسطس 2015 (S/PRST/2015/15)،
وإذ يؤكد من جديد التزامه القوي بسيادة الجمهورية العربية السورية واستقلالها ووحدتها وسلامتها الإقليمية، وبمقاصد ميثاق الأمم المتحدة ومبادئه، وإذ يعرب عن أشد القلق إزاء استمرار معاناة الشعب السوري، وتدهور الحالة الإنسانية الأليمة، واستمرار الصراع الدائر والعنف الوحشي المتواصل الذي يتسم به، والأثر السلبي للإرهاب والأيديولوجية المتطرفة العنيفة في دعم الإرهاب، وما تخلفه الأزمة من أثر مزعزع للاستقرار في المنطقة وخارجها، بما يشمل الزيادة المترتبة على ذلك في أعداد الإرهابيين الذين يجتذبهم القتال في سورية، والدمار المادي الذي لحق بالبلد، وتزايد النزعة الطائفية، وإذ يؤكد أن الحالة ستستمر في التدهور في ظل غياب الحل السياسي، وإذ يشير إلى مطالبته بأن تتخذ جميع الأطراف كل الخطوات الملائمة لحماية المدنيين، بمن فيهم أفراد الجماعات العرقية والدينية والمذهبية، وإذ يؤكد في هذا الصدد أن السلطات السورية تتحمل المسؤولية الرئيسية عن حماية سكانها، وإذ يكرر التأكيد على أنه ما من حل دائم للأزمة الراهنة في سورية إلا من خلال عملية سياسية جامعة بقيادة سورية تلبي التطلعات المشروعة للشعب السوري، بهدف التنفيذ الكامل لبيان جنيف المؤرخ 30 حزيران/يونيه 2012، الذي أيده القرار 2118 (2013)، وذلك بسبل منها إنشاء هيئة حكم انتقالية جامعة تخوَّل سلطات تنفيذية كاملة، وتعتمد في تشكيلها على الموافقة المتبادلة، مع كفالة استمرارية المؤسسات الحكومية، وإذ يشجع، في هذا الصدد، الجهود الدبلوماسية التي يبذلها الفريق الدولي لدعم سورية (الفريق الدولي) للمساعدة على إنهاء النزاع في سورية، وإذ يثني على التزام الفريق الدولي، على النحو الوارد في البيان المشترك عن نتائج المحادثات المتعددة الأطراف بشأن سورية الصادر في فيينا بتاريخ 30 تشرين الأول/أكتوبر 2015 وبيان الفريق الدولي المؤرخ 14 تشرين الثاني/نوفمبر 2015 (المشار إليهما فيما يلي بـ ’’بياني فيينا‘‘)، بكفالة الانتقال السياسي تحت قيادة سورية وفي ظل عملية يمتلك السوريون زمامها، على أساس مجمل ما جاء في بيان جنيف، وإذ يشدد على الحاجة الملحة لأن تعمل جميع الأطراف في سورية بشكل حثيث وبنّاء في سبيل تحقيق هذا الهدف،
وإذ يحث جميع الأطراف في العملية السياسية التي تتولى الأمم المتحدة تيسيرها على الالتزام بالمبادئ التي حددها الفريق الدولي، بما في ذلك الالتزام بوحدة سورية واستقلالها وسلامتها الإقليمية وطابعها غير الطائفي، وكفالة استمرارية المؤسسات الحكومية، وحماية حقوق جميع السوريين، بغض النظر عن العرق أو المذهب الديني، وضمان وصول المساعدات الإنسانية إلى جميع أنحاء البلد،
وإذ يشجع على مشاركة المرأة على نحو هادف في العملية السياسية التي تتولى الأمم المتحدة تيسيرها من أجل سورية،
وإذ يضع في اعتباره الهدف المتمثل في جمع أوسع نطاق ممكن من أطياف المعارضة، باختيار السوريين، الذين سيقررون من يمثلهم في المفاوضات ويحددون مواقفهم التفاوضية، وذلك حتى يتسنى للعملية السياسية أن تنطلق، وإذ يحيط علما بالاجتماعات التي عقدت في موسكو والقاهرة وبما اتخذ من مبادرات أخرى تحقيقا لهذه الغاية، وإذ يلاحظ على وجه الخصوص جدوى اجتماع الرياض، المعقود في الفترة من 9 إلى 11 كانون الأول/ديسمبر 2015، الذي تسهم نتائجه في التمهيد لعقد مفاوضات تحت رعاية الأمم المتحدة بشأن التوصل إلى تسوية سياسية للنزاع، وفقا لبيان جنيف و ”بياني فيينا“، وإذ يتطلع إلى قيام المبعوث الخاص للأمين العام إلى سورية بوضع اللمسات الأخيرة على الجهود المبذولة تحقيقا لهذه الغاية،
1. يؤكد من جديد تأييده لبيان جنيف المؤرخ 30 حزيران/يونيه 2012، ويؤيد ’’بياني فيينا‘‘ في إطار السعي إلى كفالة التنفيذ الكامل لبيان جنيف، كأساس لانتقال سياسي بقيادة سورية وفي ظل عملية يمتلك السوريون زمامها من أجل إنهاء النزاع في سورية، ويشدد على أن الشعب السوري هو من سيقرر مستقبل سورية؛
2. يطلب إلى الأمين العام أن يقوم، من خلال مساعيه الحميدة وجهود مبعوثه الخاص إلى سورية، بدعوة ممثلي الحكومة السورية والمعارضة إلى الدخول على وجه السرعة في مفاوضات رسمية بشأن عملية انتقال سياسي، مستهدفا أوائل كانون الثاني/يناير 2016 كموعد لبدء المحادثات، عملا ببيان جنيف وتماشيا مع بيان الفريق الدولي المؤرخ 14 تشرين الثاني/نوفمبر 2015، بهدف التوصل إلى تسوية سياسية دائمة للأزمة؛
3. يقر بدور الفريق الدولي باعتباره المنبر الرئيسي لتيسير الجهود التي تبذلها الأمم المتحدة لتحقيق تسوية سياسية دائمة في سورية؛
4. يعرب عن دعمه، في هذا الصدد، لعملية سياسية بقيادة سورية تيسرها الأمم المتحدة وتقيم، في غضون فترة مستهدفة مدتها ستة أشهر، حكما ذا مصداقية يشمل الجميع ولا يقوم على الطائفية، وتحدد جدولا زمنيا وعملية لصياغة دستور جديد، ويعرب كذلك عن دعمه لانتخابات حرة ونزيهة تجرى، عملا بالدستور الجديد، في غضون 18 شهرا تحت إشراف الأمم المتحدة، بما يستجيب لمتطلبات الحوكمة وأعلى المعايير الدولية من حيث الشفافية والمساءلة، وتشمل جميع السوريين الذين تحق لهم المشاركة، بمن فيهم أولئك الذين يعيشون في المهجر، على النحو المنصوص عليه في بيان الفريق الدولي المؤرخ 14 تشرين الثاني/نوفمبر 2015؛
5. يسلّم بالصلة الوثيقة بين وقف إطلاق النار وانطلاق عملية سياسية موازية، عملا ببيان جنيف لعام 2012، وبضرورة التعجيل بالدفع قدما بكلتا المبادرتين، ويعرب في هذا الصدد عن تأييده لوقف إطلاق النار في جميع أنحاء سورية، وهو ما التزم الفريق الدولي بدعمه والمساعدة على تنفيذه، على أن يدخل حيز النفاذ بمجرد أن يخطو ممثلو الحكومة السورية والمعارضة الخطوات الأولى نحو انتقال سياسي برعاية الأمم المتحدة، استنادا إلى بيان جنيف، على النحو المنصوص عليه في بيان الفريق الدولي المؤرخ 14 تشرين الثاني/نوفمبر 2015، على أن يتم ذلك على وجه السرعة؛
6. يطلب إلى الأمين العام أن يقود، من خلال مكتب مبعوثه الخاص وبالتشاور مع الأطراف المعنية، الجهود الرامية إلى تحديد طرائق وشروط وقف إطلاق النار، ومواصلة التخطيط لدعم تنفيذ وقف إطلاق النار، ويحث الدول الأعضاء، ولا سيما أعضاء الفريق الدولي لدعم سورية، على دعم وتسريع كل الجهود المبذولة لتحقيق وقف لإطلاق النار، بسبل منها الضغط على جميع الأطراف المعنية للموافقة على وقف إطلاق النار والتقيد به؛
7. يشدد على الحاجة إلى آلية لرصد وقف إطلاق النار والتحقق منه والإبلاغ عنه، ويطلب إلى الأمين العام أن يقدم إلى مجلس الأمن تقريرا عن الخيارات المتاحة بشأن إنشاء آلية تحظى بدعم المجلس، وذلك في أقرب وقت ممكن وفي موعد لا يتجاوز شهرا من تاريخ اتخاذ هذا القرار، ويشجع الدول الأعضاء، بما في ذلك أعضاء مجلس الأمن، على تقديم المساعدة، بسبل منها الخبرة الفنية والمساهمات العينية، لدعم هذه الآلية؛
8. يكرر دعوته الواردة في القرار 2249 (2015) والموجهة إلى الدول الأعضاء لمنع وقمع الأعمال الإرهابية التي يرتكبها على وجه التحديد تنظيم الدولة الإسلامية في العراق والشام (المعروف أيضا باسم داعش) وجبهة النصرة، وسائر الأفراد والجماعات والمؤسسات والكيانات المرتبطين بتنظيم القاعدة أو تنظيم الدولة الإسلامية، وغيرها من الجماعات الإرهابية، على النحو الذي يعينه مجلس الأمن، وعلى نحو ما قد يتفق عليه لاحقا الفريق الدولي لدعم سورية ويحدده مجلس الأمن، وفقا لبيان الفريق الصادر في 14 تشرين الثاني/نوفمبر 2015، والقضاء على الملاذ الآمن الذي أقامته تلك الجماعات على أجزاء كبيرة من سورية، ويلاحظ أن وقف إطلاق النار المذكور أعلاه لن يطبق على الأعمال الهجومية أو الدفاعية التي تنفذ ضد هؤلاء الأفراد والجماعات والمؤسسات والكيانات، على النحو المنصوص عليه في بيان الفريق الدولي لدعم سورية الصادر في 14 تشرين الثاني/نوفمبر 2015؛
9. يرحب بالجهود التي بذلتها حكومة الأردن للمساعدة في إيجاد فهم مشترك داخل الفريق الدولي لدعم سورية للأفراد والجماعات الذين يمكن أن يحددوا بوصفهم إرهابيين وهو سينظر على وجه السرعة في التوصية التي قدمها الفريق لغرض تحديد الجماعات الإرهابية؛
10. يشدد على ضرورة قيام جميع الأطراف في سورية باتخاذ تدابير لبناء الثقة من أجل المساهمة في فرص القيام بعملية سياسية وتحقيق وقف دائم لإطلاق النار، ويدعو جميع الدول إلى استخدام نفوذها لدى حكومة سورية والمعارضة السورية من أجل المضي قدما بعملية السلام وتدابير بناء الثقة والخطوات الرامية إلى التوصل إلى وقف لإطلاق النار؛
11. يطلب إلى الأمين العام أن يقدم تقريرا إلى المجلس، في أقرب وقت ممكن وفي موعد لا يتجاوز شهرا واحدا من تاريخ اتخاذ هذا القرار، عن الخيارات المتاحة للقيام بالمزيد من تدابير بناء الثقة؛
12. يدعو الأطراف إلى أن تتيح فورا للوكالات الإنسانية إمكانية الوصول السريع والمأمون وغير المعرقل إلى جميع أنحاء سورية ومن خلال أقصر الطرق، وأن تسمح فورا بوصول المساعدات الإنسانية إلى جميع من هم في حاجة إليها، لا سيما في جميع المناطق المحاصرة والتي يصعب الوصول إليها، والإفراج عن أي محتجزين بشكل تعسفي، لا سيما النساء والأطفال، ويدعو دول الفريق الدولي لدعم سورية إلى استخدام نفوذها على الفور تحقيقا لهذه الغايات، ويطالب بالتنفيذ الكامل للقرارات 2139 (2014) و2165 (2014) و2191 (2014) وأي قرارات منطبقة أخرى؛
13. يطالب بأن توقف جميع الأطراف فورا أي هجمات موجهة ضد المدنيين والأهداف المدنية في حد ذاتها، بما في ذلك الهجمات ضد المرافق الطبية والعاملين في المجال الطبي، وأي استخدام عشوائي للأسلحة، بما في ذلك من خلال القصف المدفعي والقصف الجوي، ويرحب بالتزام الفريق الدولي لدعم سورية بالضغط على الأطراف في هذا الصدد، ويطالب كذلك بأن تتقيد جميع الأطراف فورا بالتزاماتها بموجب القانون الدولي، بما في ذلك القانون الدولي الإنساني والقانون الدولي لحقوق الإنسان، حسب الاقتضاء؛
14. يؤكد الحاجة الماسة إلى تهيئة الظروف المواتية للعودة الآمنة والطوعية للاجئين والنازحين داخليا إلى مناطقهم الأصلية وتأهيل المناطق المتضررة، وفقا للقانون الدولي، بما في ذلك الأحكام الواجبة التطبيق من الاتفاقية والبروتوكول المتعلقين بمركز اللاجئين، وأخذ مصالح البلدان التي تستضيف اللاجئين بالحسبان، ويحث الدول الأعضاء على تقديم المساعدة في هذا الصدد، ويتطلع إلى مؤتمر لندن بشأن سورية الذي سيعقد في شباط/فبراير 2016 وتستضيفه المملكة المتحدة وألمانيا والكويت والنرويج والأمم المتحدة، بوصفه إسهاما هاما في هذا المسعى، ويعرب كذلك عن دعمه لتعمير سورية وتأهيلها بعد انتهاء النزاع؛
15. يطلب إلى الأمين العام أن يقدم تقريرا إلى مجلس الأمن في غضون 60 يوما عن تنفيذ هذا القرار، بما في ذلك عن التقدم المحرز في العملية السياسية التي تيسرها الأمم المتحدة؛
16. يقرر إبقاء المسألة قيد نظره الفعلي.